# Mount Waddington
Mount Waddington je nejvyšší hora v Pobřežních horách v jihozápadní části Kanady. Hora leží asi 40 km od Knight Inlet a asi 60 km od Bute Inlet, které se hluboce zařezávají do pevninské Britské Kolumbie. Hora je pokryta ledovci. Na jihozápadě patří k významnějším Franklin Glacier odvodňovaný krátkou ledovcovou řekou Franklin River do Knight Inlet, na severovýchodě je to Tiedmann Glacier odvodňovaný ledovcovou řekou Homathko River do Bute Inlet. Z četných ledovců na západě jsou vody odváděny řekou Klinaklini do Knight Inlet.
Hora nese jméno britského politika, spisovatele a obchodníka Alfreda Waddingtona (1801–1872).